# Île George (Malouines)
L'île Georges (en anglais : George Island; en espagnol : Isla Jorge) est une des îles des Malouines, située au sud de l'île Speedwell et au sud-ouest de la Malouine orientale.
Elle sert à l'élevage de moutons et est connue pour ses colonies de manchots.

## Homonymie
Elle est quelquefois confondue avec l'île du Roi-George, une des îles des Shetland du Sud